# ماريو روي
ماريو روي (بالبرتغالية: Mário Rui‏) (و. 1991  م) هو لاعب كرة قدم برتغالي يلعب كظهير أيسر لنادي دوري الدرجة الأولى نابولي والمنتخب البرتغالي.
بدأ مسيرته في نادي بنفيكا، وقضى معظم حياته المهنية في إيطاليا يلعب لأندية إمبولي وروما ونابولي في دوري الدرجة الأولى الإيطالي. كما شارك مع منتخب بلاده في كأس العالم عام 2018.

## روابط خارجية
- ماريو روي على موقع الاتحاد الدولي (مؤرشف)  (الإنجليزية)
- ماريو روي على موقع الاتحاد الأوربي (الإنجليزية)
- ماريو روي على موقع إي إس بي إن إف سي (الإنجليزية)
- ماريو روي على موقع قاعدة بيانات كرة القدم.إي يو (الإنجليزية)
- ماريو روي على موقع ناشيونال فوتبول تيمز (الإنجليزية)
- ماريو روي على موقع Soccerbase.com (لاعب) (الإنجليزية)
- ماريو روي على موقع Soccerway.com (الإنجليزية)
- ماريو روي على موقع عالم كرة القدم.نت (الإنجليزية)
- ماريو روي على موقع AS.com (الإسبانية)